# Rąbież (powiat ciechanowski)
Rąbież – wieś sołecka w Polsce położona w województwie mazowieckim, w powiecie ciechanowskim, w gminie Opinogóra Górna.
W latach 1975–1998 miejscowość należała administracyjnie do województwa ciechanowskiego.